# Pyrrhoplectes
Pyrrhoplectes is een geslacht van zangvogels uit de vinkachtigen (Fringillidae).

## Soorten
Het geslacht kent de volgende soort:
- Pyrrhoplectes epauletta – Goudkruinvink